# Kirsty Gilmour
Kirsty Gilmour, née le 21 septembre 1993, est une joueuse de badminton écossaise représentant l'Écosse et la Grande-Bretagne,.

## Carrière
Kirsty Gilmour a remporté la médaille d'argent aux Jeux du Commonwealth de 2014, s'inclinant en finale contre la canadienne Michelle Li  et devenant ainsi la première joueuse écossaise à atteindre la finale du simple dames aux Jeux du Commonwealth. Elle a été nommée jeune personnalité sportive écossaise de l'année 2012 conjointement avec le nageur Craig Benson.
Le 1er mai 2016, Gilmour affronte Caroline Marin lors de la finale du championnat européen à la Roche-sur-Yon, obtenant la médaille d'argent.
En 2016, elle participe pour la deuxième fois aux Jeux olympiques pour l'édition organisée à Rio de Janeiro, au Brésil, où elle est tête de série no 11. Elle remporte son premier match contre Sabrina Jaquet en deux sets. Elle perd, cependant, son deuxième match contre la 28e mondiale Linda Zetchiri : 21-12, 17-21, 16-21, sortant ainsi dès la phase des pools.
En 2017, elle atteint à nouveau les phases finales au Championnat d'Europe à Kolding, au Danemark, mais s'incline finalement face à la championne en titre Carolina Marín avec un score de 14-21, 12-21, remportant la médaille d'argent.
Depuis 2022, elle est la joueuse écossaise de badminton en activité la mieux classée.

## Championnat de France de badminton interclubs
Kirsty Gilmour a fait partie de la première équipe du Badminton Club Chambly Oise du Championnat de France interclubs entre 2011 et 2018.

## Palmarès

### Jeux du Commonwealth
Simple dames
| Année | Lieu                                                     | Adversaire  | Score        | Résultat |
| ----- | -------------------------------------------------------- | ----------- | ------------ | -------- |
| 2014  | Emirates Arena, Glasgow, Écosse                          | Michelle Li | 14-21, 7-21  | Argent   |
| 2018  | Carrara Sports and Leisure Centre, Gold Coast, Australie | Michelle Li | 21-11, 21-16 | Bronze   |

### Jeux européens
Simple dames
| Année | Lieu                            | Adversaire     | Score        | Résultat |
| ----- | ------------------------------- | -------------- | ------------ | -------- |
| 2019  | Falcon Club, Minsk, Biélorussie | Mia Blichfeldt | 16-21, 17-21 | Argent   |
| 2023  | Arena Jaskółka, Tarnów, Pologne | Caroline Marin | 13-21, 11-21 | Bronze   |

### Championnats d'Europe
Simple dames
| Année | Lieu                                            | Adversaire          | Score              | Résultat |
| ----- | ----------------------------------------------- | ------------------- | ------------------ | -------- |
| 2016  | Vendéspace, La Roche-sur-Yon, France            | Caroline Marin      | 12-21, 18-21       | Argent   |
| 2017  | Sydbank Arena, Kolding, Danemark                | Caroline Marin      | 14-21, 12-21       | Argent   |
| 2021  | Palais des Sports, Kiev, Ukraine                | Line Christophersen | 13-21, 21-7, 10-21 | Bronze   |
| 2022  | Polideportivo Municipal Gallur, Madrid, Espagne | Caroline Marin      | 10-21, 12-21       | Argent   |
| 2024  | Sarrebruck, Allemagne                           | Caroline Marin      | 11-21, 18-21       | Argent   |
| 2025  | Horsens, Danemark                               | Line Kjærsfeldt     | 16-21, 17-21       | Argent   |

### BWF World Tour (2 titres, 2 finales)
Le BWF World Tour, qui a été annoncé le 19 mars 2017 et mis en place en 2018, est une série de tournois de badminton d'élite homologués par la Fédération mondiale de badminton. Le BWF World Tour est divisé en plusieurs niveaux comprenant les World Tour Finals, Super 1000, Super 750, Super 500, Super 300 (faisant partie du HSBC World Tour) et le BWF Tour Super 100.
Simple dames
| Année | Tournoi           | Niveau    | Adversaire      | Score               | Résultat  |
| ----- | ----------------- | --------- | --------------- | ------------------- | --------- |
| 2018  | Open d'Écosse     | Super 100 | Line Kjærsfeldt | 21-16, 18-21, 21-18 | Gagnant   |
| 2019  | Masters d'Orléans | Super 100 | Saena Kawakami  | 8-21, 21-18, 16-21  | Finaliste |
| 2019  | Open de Russie    | Super 100 | Pai Yu-po       | 21-9, 19-21, 19-21  | Finaliste |
| 2020  | SaarLorLux Open   | Super 100 | Yvonne Li       | 21-10, 21-17        | Gagnant   |

### Grand Prix BWF (2 titres, 6 finales)
Le Grand Prix BWF comportait deux niveaux, le Grand Prix et le Grand Prix Gold. Il s'agissait d'une série de tournois de badminton homologués par la Fédération mondiale de badminton et disputés entre 2007 et 2017.
Simple dames
| Année | Tournoi                   | Adversaire      | Score               | Résultat  |
| ----- | ------------------------- | --------------- | ------------------- | --------- |
| 2013  | Open de Londres           | Carolina Marín  | 19-21, 9-21         | Finaliste |
| 2013  | Open d'Écosse             | Carolina Marín  | 14-21, 21-11, 13-21 | Finaliste |
| 2015  | Open des Pays-Bas         | Karin Schnaase  | 21-16, 21-13        | Gagnant   |
| 2015  | Open d'Écosse             | Line Kjærsfeldt | 21-16, 16-21, 18-21 | Finaliste |
| 2015  | Grand Prix des États-Unis | Pai Yu-po       | 21-18, 15-21, 15-21 | Finaliste |
| 2016  | Masters de Malaisie       | PV Sindhu       | 15-21, 9-21         | Finaliste |
| 2017  | Open du Canada            | Saena Kawakami  | 21-19, 19-21, 18-21 | Finaliste |
| 2017  | Open d'Écosse             | Mia Blichfeldt  | 23-21, 21-12        | Gagnant   |

 Tournoi BWF Grand Prix Gold
 Tournoi BWF Grand Prix

### BWF International Challenge/Series (10 titres, 6 finales)
Simple dames
| Année | Tournoi                     | Adversaire           | Score               | Résultat  |
| ----- | --------------------------- | -------------------- | ------------------- | --------- |
| 2012  | Internationale de Pologne   | Panuga Riou          | 21-12, 21-12        | Gagnant   |
| 2012  | Internationales de Tchéquie | Sashina Vignes Waran | 21-18, 10-21, 21-13 | Gagnant   |
| 2012  | Internationales de Suisse   | Millicent Wiranto    | 24-22, 21-17        | Gagnant   |
| 2013  | Internationales de Tchéquie | Cheng Chi-ya         | 21-18, 21-10        | Gagnant   |
| 2014  | Masters de Suède            | Line Kjærsfeldt      | 24-22, 12-21, 21-10 | Gagnant   |
| 2014  | Open d'Espagne              | Carolina Marín       | 21-19, 21-18        | Gagnant   |
| 2015  | Masters de Suède            | Béatriz Corrales     | 21-18, 21-19        | Gagnant   |
| 2015  | Internationales de Belgique | Goh Jin Wei          | 15-21, 18-21        | Finaliste |
| 2015  | Open de Prague              | Linda Zechiri        | 21-16, 21-14        | Gagnant   |
| 2017  | Open d'Autriche             | Fabienne Déprez      | 21-17, 21-9         | Gagnant   |
| 2017  | Masters d'Orléans           | Lee Ying Ying        | 22-20, 21-11        | Gagnant   |
| 2019  | Internationales d'Espagne   | Phittayaporn Chaiwan | 12-21, 15-21        | Finaliste |

Double dames
| Année | Tournoi                           | Partenaire     | Adversaire                      | Score        | Résultat  |
| ----- | --------------------------------- | -------------- | ------------------------------- | ------------ | --------- |
| 2012  | Internationales de Tchéquie       | Jillie Cooper  | Heather Olver Kate Robertshaw   | 16-21, 15-21 | Finaliste |
| 2012  | Internationales du Pays de Galles | Jillie Cooper  | Lauren Smith Gabrielle Blanc    | 7-21, 14-21  | Finaliste |
| 2013  | Internationales de Tchéquie       | Jillie Cooper  | Imogen Bankier Petya Nedelcheva | 6-21, 14-21  | Finaliste |
| 2014  | Open d'Espagne                    | Imogen Bankier | Gabriela Stoeva Stefani Stoeva  | 14-21, 9-21  | Finaliste |

 BWF International Challenge
 BWF International Series
 BWF Future Series

## Vie privée
Kirsty Gilmour grandit à Bothwell, dans le South Lanarkshire. Son père est un entraîneur national de badminton pour les juniors. Son oncle, David Gilmour, a joué pour l'équipe d'Écosse de badminton,.
Elle est basée à Glasgow. Elle a fait ses études à l'Université de l'Écosse de l'Ouest et y a obtenu une licence en Gestion des industries créatives en 2015.
Gilmour est ouvertement lesbienne. Elle est actuellement la seule joueuse de badminton ouvertement LGBT à être classée dans le top 100 mondial et l'une des très rares joueuses de badminton professionnelles ouvertement LGBT.